# Pedreguer
Pedreguer es un municipio de la Comunidad Valenciana, España, situado en el noreste de la provincia de Alicante, próximo a la costa mediterránea. Cuenta con una población de 8687 habitantes (INE 2024).

## Geografía
Municipio incluido en la comarca de la Marina Alta, en los contrafuertes del sistema prebético externo valenciano; el término se abre al valle del río Girona y aparece accidentado en su mitad meridional por promontorios recortados como la colina de las Hoyas, la Montaña Grande, la Peña del Perro Flaco, el Castillo de la Solana o Castillo de Aixa. Drenan sus tierras los barrancos de La Alberca y sus afluentes, el de Marx y Las Fuentes.
Pedreguer limita con los términos municipales de Llosa de Camacho (Alcalalí), Beniarbeig, Benidoleig, Denia, Gata de Gorgos, Jalón, Llíber y Ondara.
Como curiosidad indicar que el término de Pedreguer es cruzado por el meridiano de Greenwich por la Carretera de Benidoleig a la altura del camí del Clot de l'Alberca. Latitud +38° 48' 3,60" Norte, Longitud +0° 0' 0,00".

## Historia
La historia de habitantes en el término de Pedreguer se remonta mínimo al periodo del Neolítico hace 5000 años, gracias a los restos hallados en la cueva del Randero. El propio nombre de dicha cueva tiene etimología en la palabra de origen celta Rand que quiere decir límite/margen/frontera cuyo significado pudo derivar en montón de piedras . Que enlaza con el propio nombre de la población Pedreguer/Pedregal.
Dicha cueva posteriormente fue una importante zona para el pueblo Íbero de los Contestanos por su demografía y carácter sacro, donde se han hallado gran cantidad de restos funerarios de esta época.
En la época romana, se tiene constancia del asentamiento en la Partida Oqui, del latín "alo quin" sin ayuda.
Monterroi/ Mont-Roig origen en latín "Monte Rubeum", elevación de terreno color rojo.
Y "Petreger / Petregis" donde se han hallado restos de enterramientos Romanos en la zona baja del caso urbano, en la zona conocida como Fossarets (del latín "fossar" cementerio).
El nombre de la villa pueden haber variado en diferentes documentos antiguos con las diferentes denominaciones "Pedreger/Petreger/Petreher/Petrer/Perer/Petregis" o "Predrager/Petrager/Petraher/Petraer/Petrair". Todas ellas obtienen su mismo significado del latín  "petra" + "eger/ager" (piedra + campo), campo de piedras, o "Petra" + "agis" (hecho de piedra) Significando igualmente campo empedrado/ pedregoso / pedregal. Además se cree que la villa era atravesada por una antigua vía romana empedrada. Este significado es muy probable, teniendo presente las propia configuración pedregosa del terreno que conforma la villa.
De época visigoda, se encuentra la partida Eretes, que deviene de l'era, lugar donde se trillan y secan cereales. Del latín "arere" estar seco. Y la partida Matoses, matojos, mata. Del latín "matta" manojo de cáñamo. También de esta poca se hallan restos de enterramientos en la zona de Fossarets. Siendo la zona controlada por el Castillo de Aixa.
En época andalusí, Al-Sharq/Xarq, Iqlim al-Yabal Petraher se halla la fortaleza de origen musulmán ubicada en l'Ocaive (378 m.), conocida como Castillo del Ocaive, y que era utilizada por los habitantes de las alquerías de la zona como refugio y defensa.En la zona donde se encuentra la fortaleza, existen también restos arqueológicos de la época ibérica. En la zona de Pedreguer de donde en 1609 se expulsarían más de mil moriscos, había cinco alquerías, una aljama y el único rafal. Benimazmuth, Cannellis (¿?) canela , Carracha (Matoses), Gorgo, alquería-aljama de Petreher/Petreger(Aljama-mezquita posteriormente olim aljama transformada en iglesia cristiana) y el Rahal Abenaxoch (Rafelets).
Pere Eiximen Carròs, almirante de Jaime I en el reino de Valencia, conquistó la población en el año 1249, que durante la etapa de la dominación musulmana había sido una alquería-aljama, fue donado a Andreu y Albert Flix por Ximén Carroç. Con posterioridad pasó a pertenecer, sucesivamente, a los Rois de Corella, a los Pujadas y a los condes de Anna y Cervellón.
En 1609, Pedreguer con sus alquerías de Matoses y Albardanera, más tarde deshabitadas, contaba solo en la aljama con 190 casas de moriscos. Tras la expulsión de más de mil moriscos, el conde de Anna repobló el lugar con gentes procedentes de Cataluña y Mallorca, pudiendo llegar en 1646 a tener un censo de 113 vecinos originarios en su mayoría de Mallorca.
En 1693 el pueblo participó en las Segundas Germanías. Bajo el reinado de Felipe V de España se elevó la población a la categoría de villa independiente.
En 1837 el pueblo de Pedreguer inició un largo litigio contra el conde de Cervellón, litigio que se resolvió en 1862 mediante el pago al conde de 210.000 sueldos que redimían a la población de los derechos señoriales que el citado señor tenía sobre ella.

## Geografía humana

### Demografía
Cuenta con una población de 8687 habitantes (INE 2024).
| Gráfica de evolución demográfica de Pedreguer entre 1842 y 2021                                                       |
| |
| Población de derecho según los censos de población del INE. Población de hecho según los censos de población del INE. |

| Población | 4175 | 5039 | 5287 | 4991 | 4638 | 4710 | 4658 | 4549 | 4607 | 5101 | 5643 | 5572 | 6085 | 7659 | 7751 | 7757 |

### Economía
Existe una industria de marroquinería, polarizada en la producción de sombreros, bolsos y accesorios, su ejemplo más destacado es la empresa de carros de compra Rolser aunque últimamente ha decaído con las importaciones chinas. Otras industrias que inciden en su economía son las fábricas de muebles, embalajes y materiales de construcción. Pedreguer recibe, además, una influencia secundaria del turismo rural como lo pueden ser ciclistas o senderistas aficionados al turismo de montaña.

## Monumentos y lugares de interés
- Els Porxens. Edificio de interés arquitectónico.

- Iglesia de la Santa Cruz. Edificio de interés arquitectónico.

- Els Molinets. Edificio de interés arquitectónico.

- Castillo del Ocaive. Edificio de interés histórico. Declarado BIC por Dirección General de Patrimonio Cultural de la CV.

- Masía Fortificada Albardaneras de estilo: Neoclasicista. Declarado BIC por Dirección General de Patrimonio Cultural de la CV.

## Fiestas
- Fiestas Patronales. Se celebran del 8 al 17 de julio en honor de San Buenaventura. Se celebran con suelta de toros y vaquillas, también encierros, toros embolados y encajonados (cerriles). Aparte también hacen orquestas y grupos musicales. El día del patrón hacen un castillo en su honor.
- Fiestas en honor a San Blas. Se celebran el 3 de febrero en el que se pone una vela en la ermita para aliviar el dolor de garganta.
- Fiesta Medio Año de Quintadas. Entre finales de enero y principios de febrero. Celebrada por primera vez el año 2013.

## Política
| Periodo   | Nombre                               | Partido                  |
| --------- | ------------------------------------ | ------------------------ |
| 1979-1983 | Vicente Pérez Pérez                  | UCD                      |
| 1983-1987 | Josep Castelló i Vives               | PSPV-PSOE                |
| 1987-1991 | Josep Castelló i Vives               | PSPV-PSOE                |
| 1991-1995 | Juliana González Maillo              | PSPV-PSOE                |
| 1995-1999 | Juliana González Maillo              | PSPV-PSOE                |
| 1999-2003 | Teresa Ballester Artigues            | BLOC-EV                  |
| 2003-2007 | Vicent Costa Cabrera                 | PSPV-PSOE                |
| 2007-2011 | Andrés Ferrer Ribes                  | PP                       |
| 2011-2015 | Sergi Ferrús Peris Dora Martí Morell | BLOC-COMPROMÍS PSPV-PSOE |
| 2015-2019 | Sergi Ferrús Peris                   | COMPROMÍS                |
| 2019-2023 | Sergi Ferrús Peris                   | COMPROMÍS                |
| 2023-act. | Sergi Ferrús Peris                   | COMPROMÍS                |

## Galería de imágenes

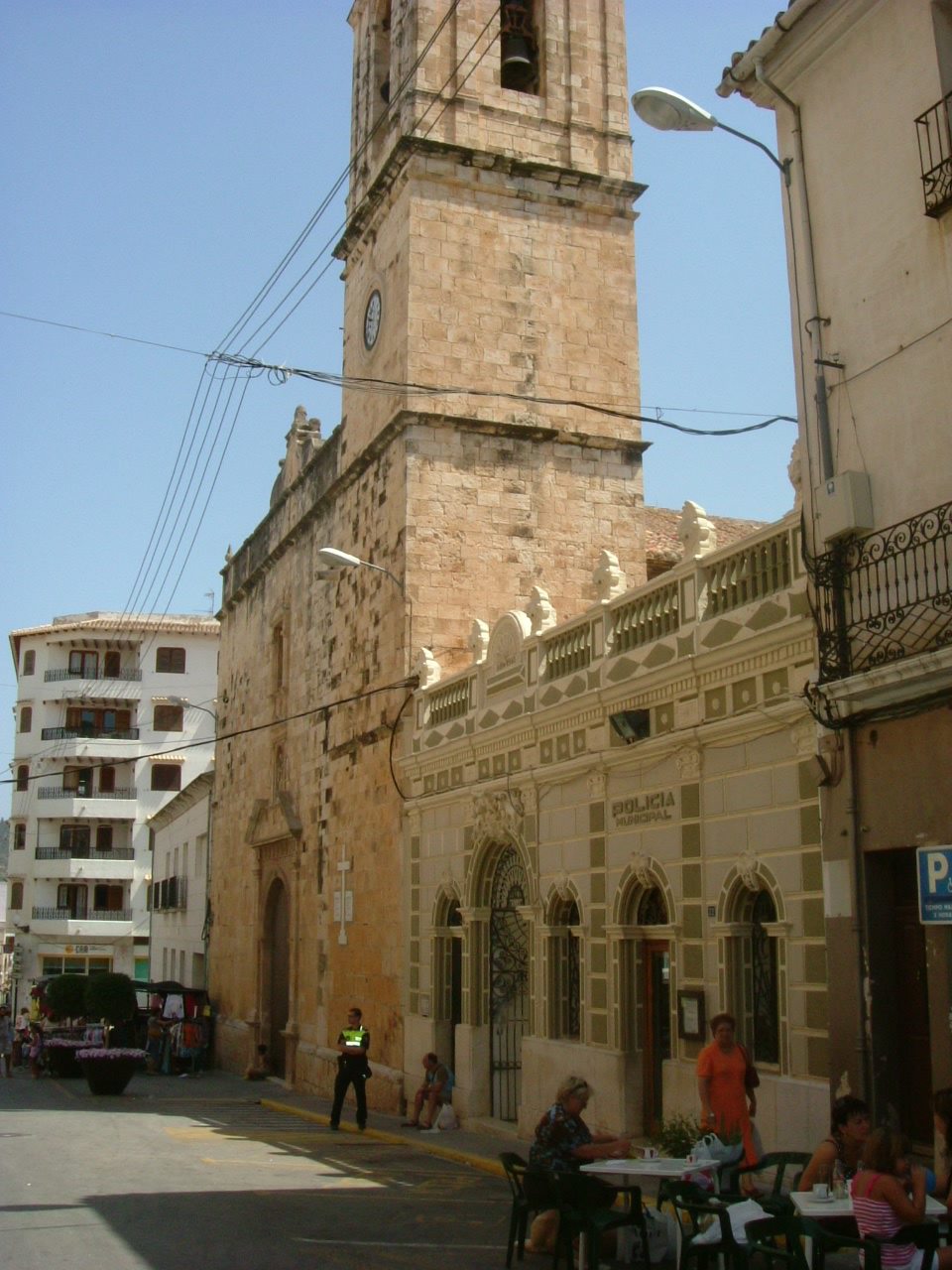
Iglesia y Retén de la Policía
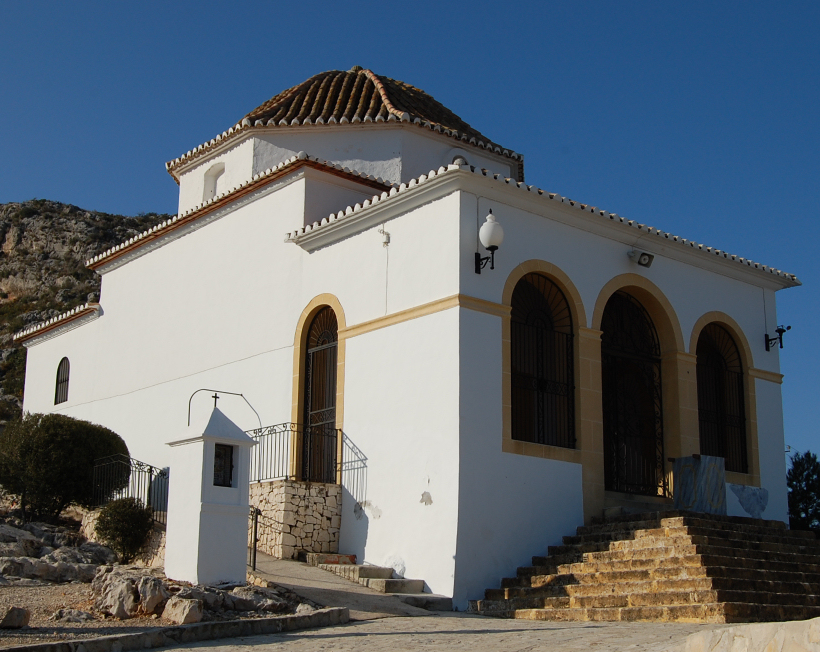
Capilla de San Blas (Sant Blai)
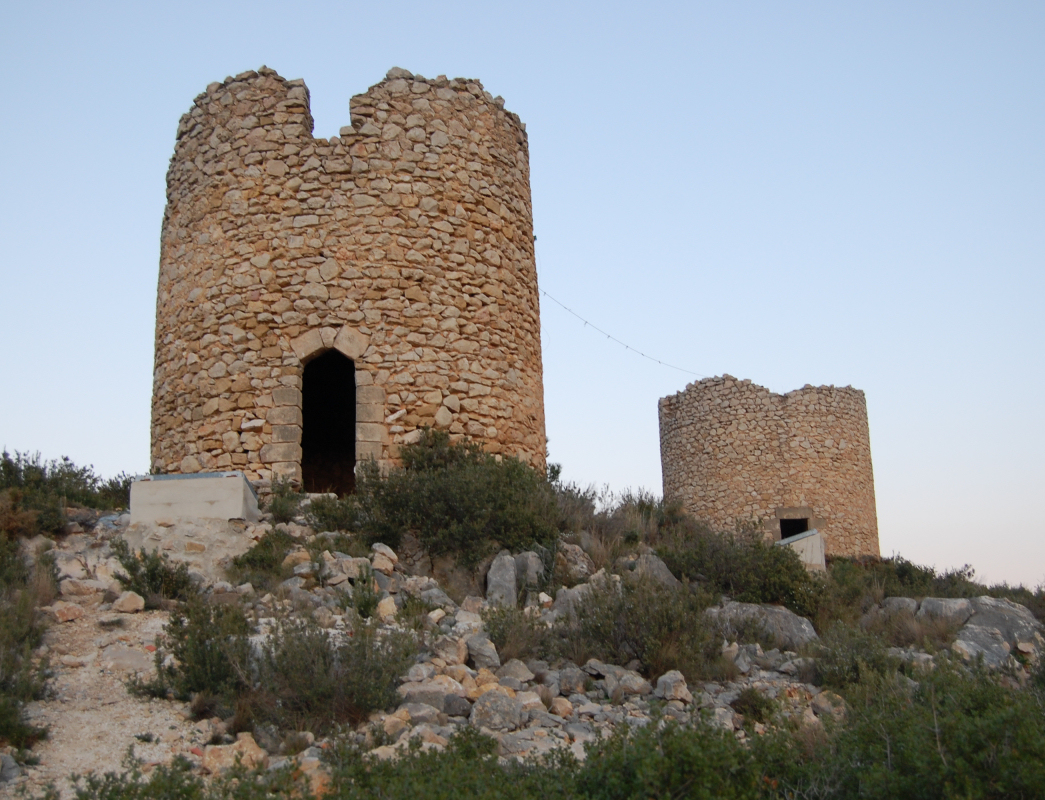
Molinets de Pedreguer (s.XIX)
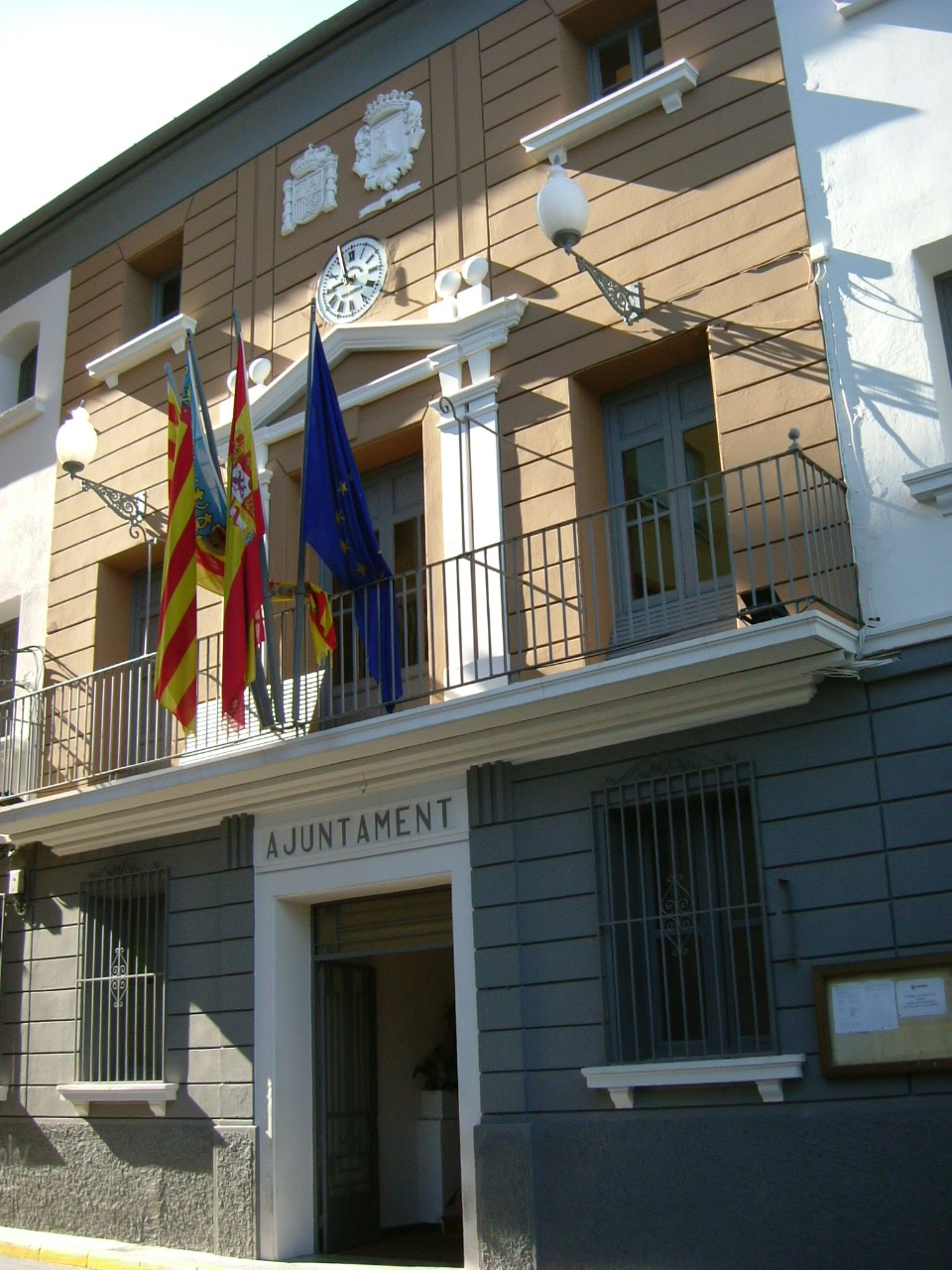
Ayuntamiento de Pedreguer
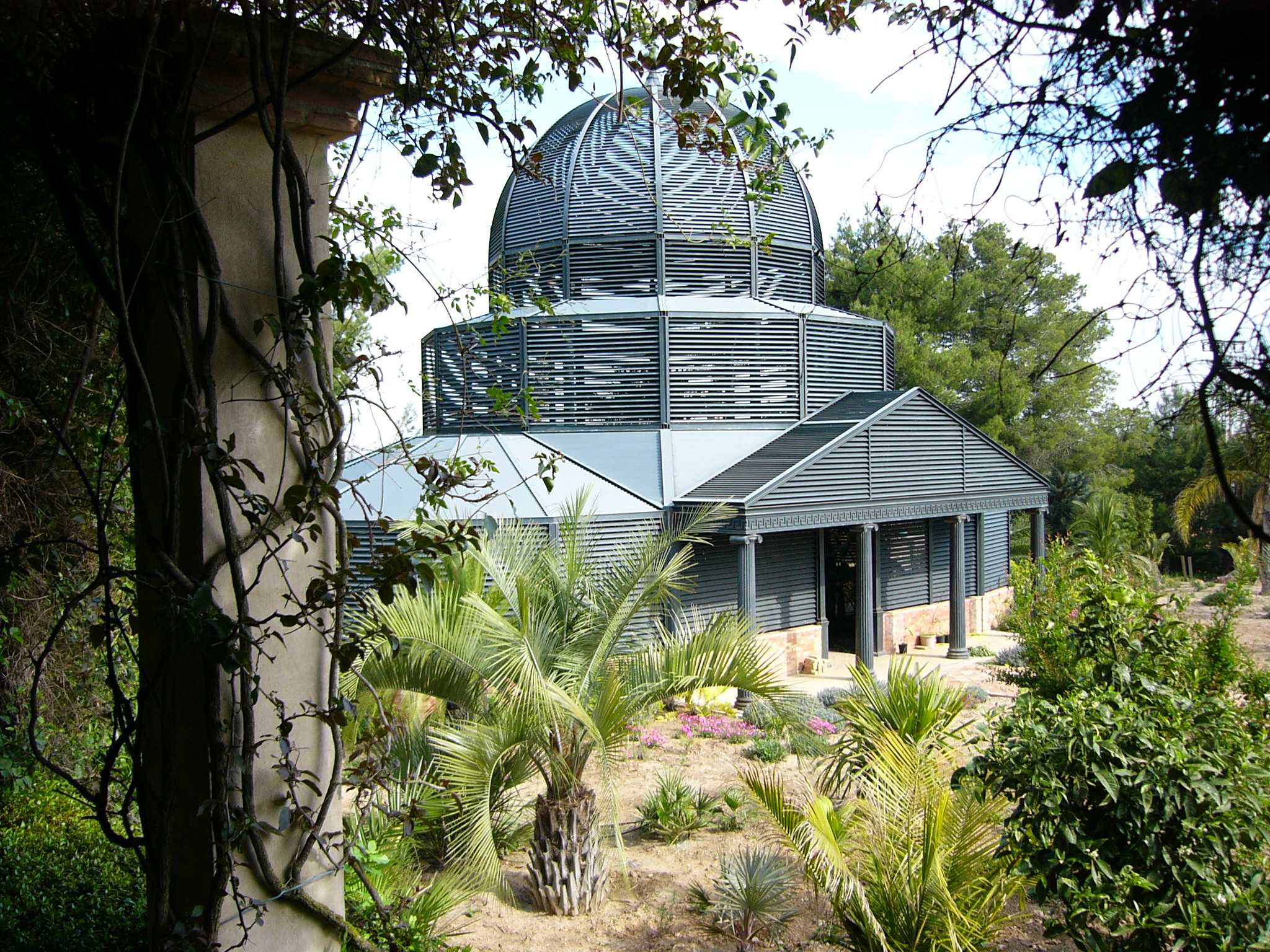
Finca L'Albarda
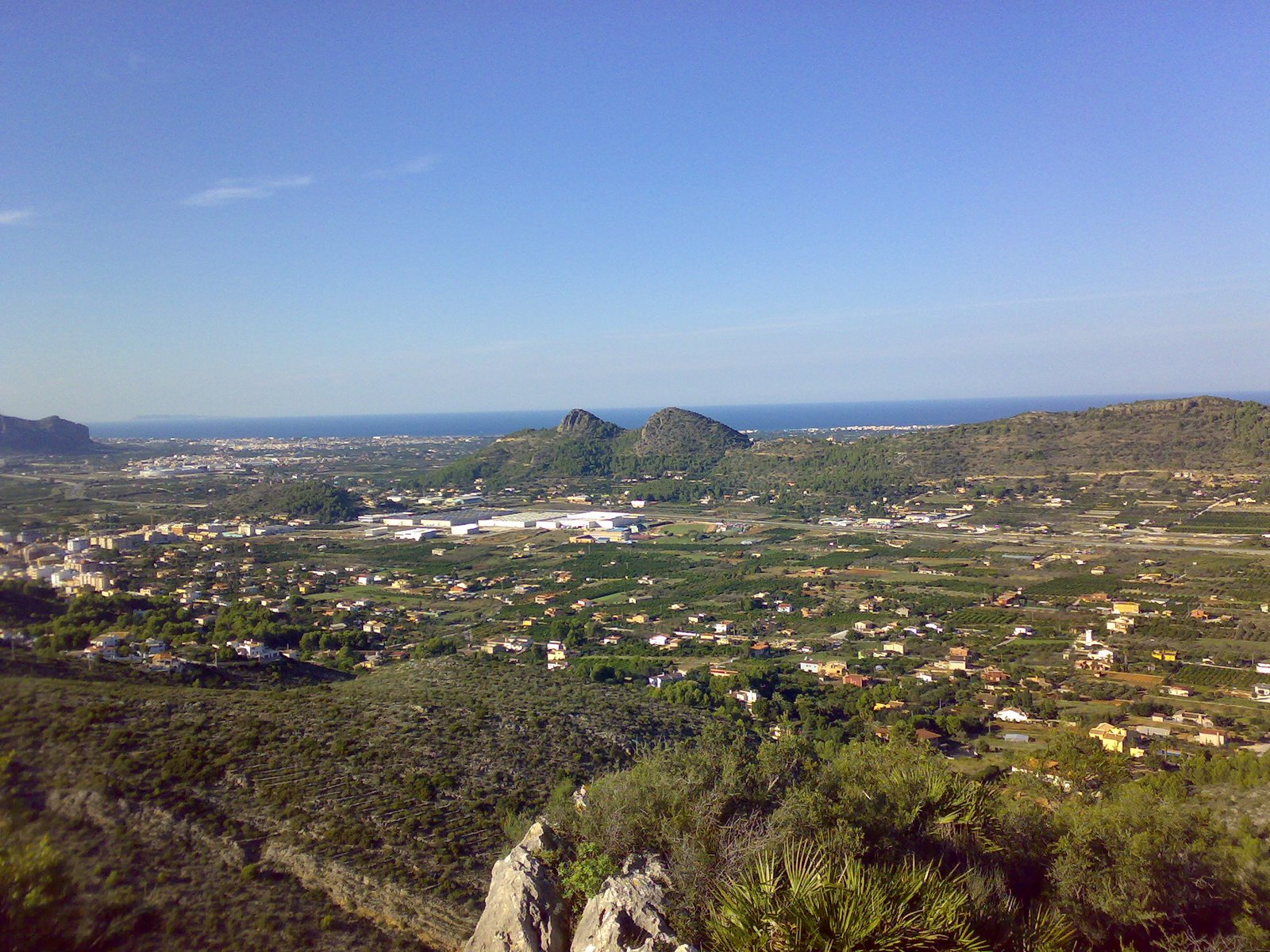
Vistas del Polígono Galgues desde Monte Pedreguer
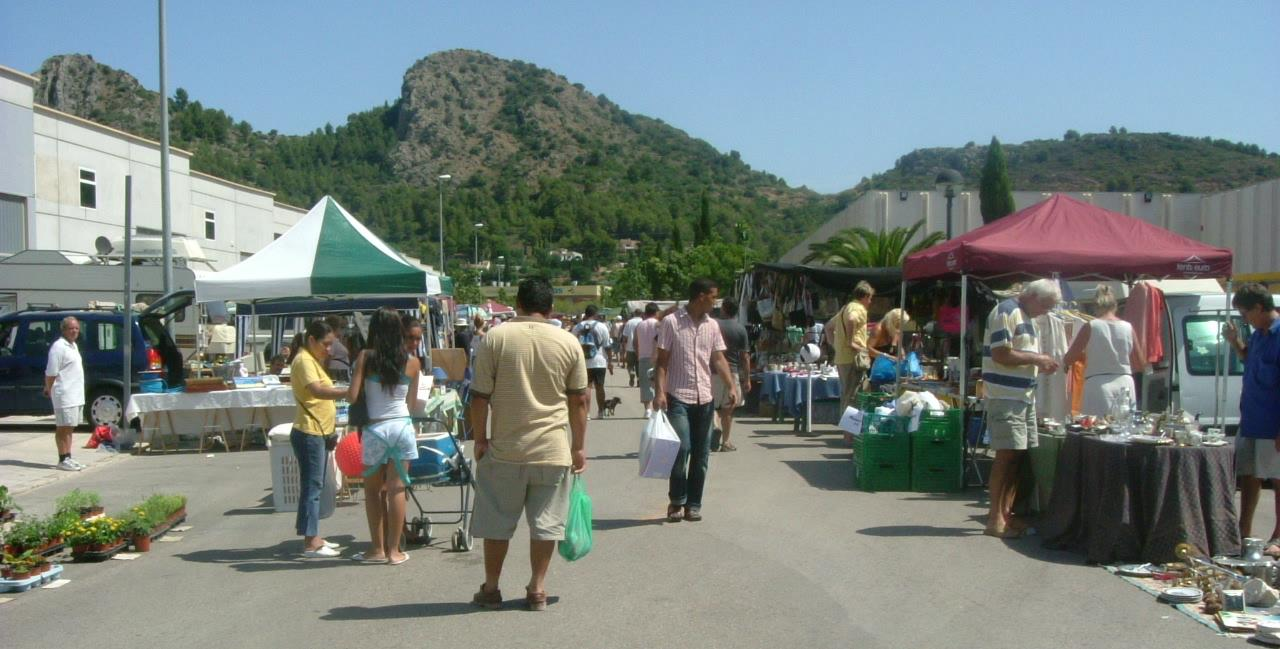
Rastro de Pedreguer los Domingos en el Polígono Les Galgues
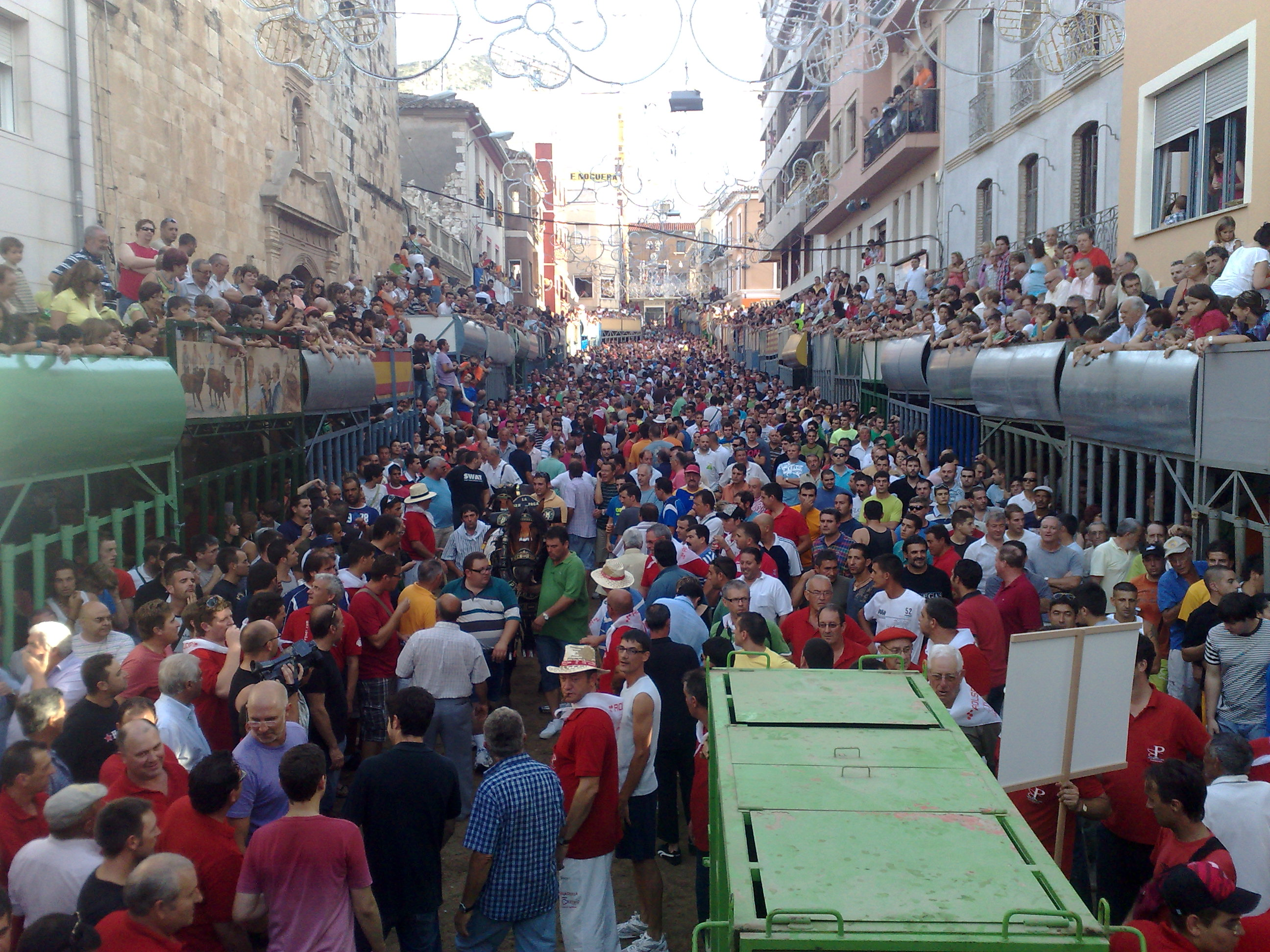
Pedreguer en Fiestas